# خلر نخودی
خلر نخودی (نام علمی: Lathyrus cicera) نام یک گونه از سرده خلر است.